# Johann Ginzinger
 Johann Ginzinger  (* 21. Jänner 1881 in Salzburg; † 22. März 1929 in Linz, Oberösterreich) war ein österreichischer Gewerkschaftsfunktionär und sozialdemokratischer Politiker.

## Leben
Der Sohn eines Taglöhners wurde Bierbrauergehilfe. Schon 1907 wurde er Gewerkschaftsfunktionär, vor allem als zweiter Gewerkschaftssekretär war er recht aktiv. Im Ersten Weltkrieg wurde er mit der Bronzenen Tapferkeitsmedaille ausgezeichnet. 1923 wurde Ginzinger Direktor der Linzer Großschlächterei und der Wurstfabrik, die er umsichtig leitete. Er war Vorstand des oberösterreichischen Verbandes für Konsumentenorganisationen und der Spar- und Kreditkasse in Linz.
Zwischen 1918 und 1923 war er sozialdemokratischer Gemeinderat in Linz, 1918/1919 Mitglied der Provisorischen Landesversammlung Oberösterreich und anschließend bis 1925 Mitglied des Landtages von Oberösterreich. Hier widmete er sich vorwiegend Fragen der Lebensmittelversorgung, was ihm wenig Dank eintrug. Ginzinger war ein erfolgreicher Redner und bei den Arbeitern sehr beliebt, doch seine späteren Funktionen haben seine Popularität wesentlich beeinträchtigt.